# LMFAO
LMFAO је амерички електро-денс реп дуо из Лос Анђелеса, који су основали Редфу и Скај Блу 2006. године.
LMFAO је најбоље познат по песми Party Rock Anthem, која је достигла на број 1 у Уједињеном Краљеству, Аустралији, Белгији, Бразил, Канади, Данској, Француској, Немачкој, Ирској, Новом Зеланду, Швајцарској и у Сједињеним Америчким Државама. Такође је достигла у топ 5 у Италији и Норвешкој. Party Rock Anthem је био трећи најбољи продат сингл у 2011. години, са продајом од 9,7 милиона примерака у свету..
Група је тренутно на паузи.

## Дискографија
- Party Rock (2009)
- Sorry for Party Rocking (2011)